# 太田勝
太田 勝（おおた まさる、1938年8月1日 - 1964年以降の消息不明）は、愛知県出身のプロ野球選手（内野手）。左投左打。

## 経歴
豊川高校では2年生の時、1955年秋季中部地区大会に進むが、準決勝で小池兼司のいた浜松商に延長15回サヨナラ負け。翌1956年夏も県予選準々決勝で時習館高に敗れ、甲子園出場はならなかった。
卒業後は中央大学へ進学し、1年生からレギュラーとなる。東都大学リーグでは1958年春季リーグで小栗秀夫、若生照元両投手を擁し5年ぶりに優勝を飾った。同年秋季リーグでベストナイン（一塁手）に選出される。しかしチームは部員の不祥事により1959年春季リーグ出場停止、同年秋季リーグから二部に降格された。大学の2年上に桑田武、森田斌、1年上に小栗、若生の他、西山弘二（広島）、本田威志がいた。
1961年に大洋ホエールズへ入団。即戦力として期待されたが、出番はあまりなかった。
1962年に中日ドラゴンズへ移籍。1963年引退。翌年以降の消息は不明。

## 詳細情報

### 年度別打撃成績
| 年 度     | 球 団     | 試 合 | 打 席 | 打 数 | 得 点 | 安 打 | 二 塁 打 | 三 塁 打 | 本 塁 打 | 塁 打 | 打 点 | 盗 塁 | 盗 塁 死 | 犠 打 | 犠 飛 | 四 球 | 敬 遠 | 死 球 | 三 振 | 併 殺 打 | 打 率 | 出 塁 率 | 長 打 率 | O P S |
| --------- | --------- | ----- | ----- | ----- | ----- | ----- | -------- | -------- | -------- | ----- | ----- | ----- | -------- | ----- | ----- | ----- | ----- | ----- | ----- | -------- | ----- | -------- | -------- | ----- |
| 1961      | 大洋      | 4     | 2     | 2     | 0     | 0     | 0        | 0        | 0        | 0     | 0     | 0     | 0        | 0     | 0     | 0     | 0     | 0     | 0     | 0        | .000  | .000     | .000     | .000  |
| 通算：1年 | 通算：1年 | 4     | 2     | 2     | 0     | 0     | 0        | 0        | 0        | 0     | 0     | 0     | 0        | 0     | 0     | 0     | 0     | 0     | 0     | 0        | .000  | .000     | .000     | .000  |

### 背番号
- 6 （1961年）
- 54 （1962年 - 1963年）